# Maison Hennen
L'ancienne maison Hennen est une maison classée située dans le centre historique de la ville de Verviers en Belgique (province de Liège).

## Localisation
Cette maison est située au no 12 de la rue Bouxhate, une petite voie de la partie basse et du centre de Verviers. La demeure se situe au carrefour avec la voirie Pont de Sommeleville.

## Historique
La construction de cette demeure a lieu au cours du XVIIe siècle. La façade est remaniée au XIXe siècle pour en agrandir les baies du second étage et supprimer deux baies. Au XXe siècle, l'immeuble fait office de boulangerie de la famille Hennen qui a donné son patronyme à la maison.

## Description
La façade possède quatre travées et trois niveaux (deux étages). Le rez-de-chaussée est bâti en pierre calcaire et les étages en brique avec encadrements des baies et angles en pierre calcaire. Sur la deuxième travée en partant de la gauche, la porte d'entrée est placée au-dessus de cinq marches en pierre bleue et les baies des étages ont été murées.